# Тонкослойная хроматография

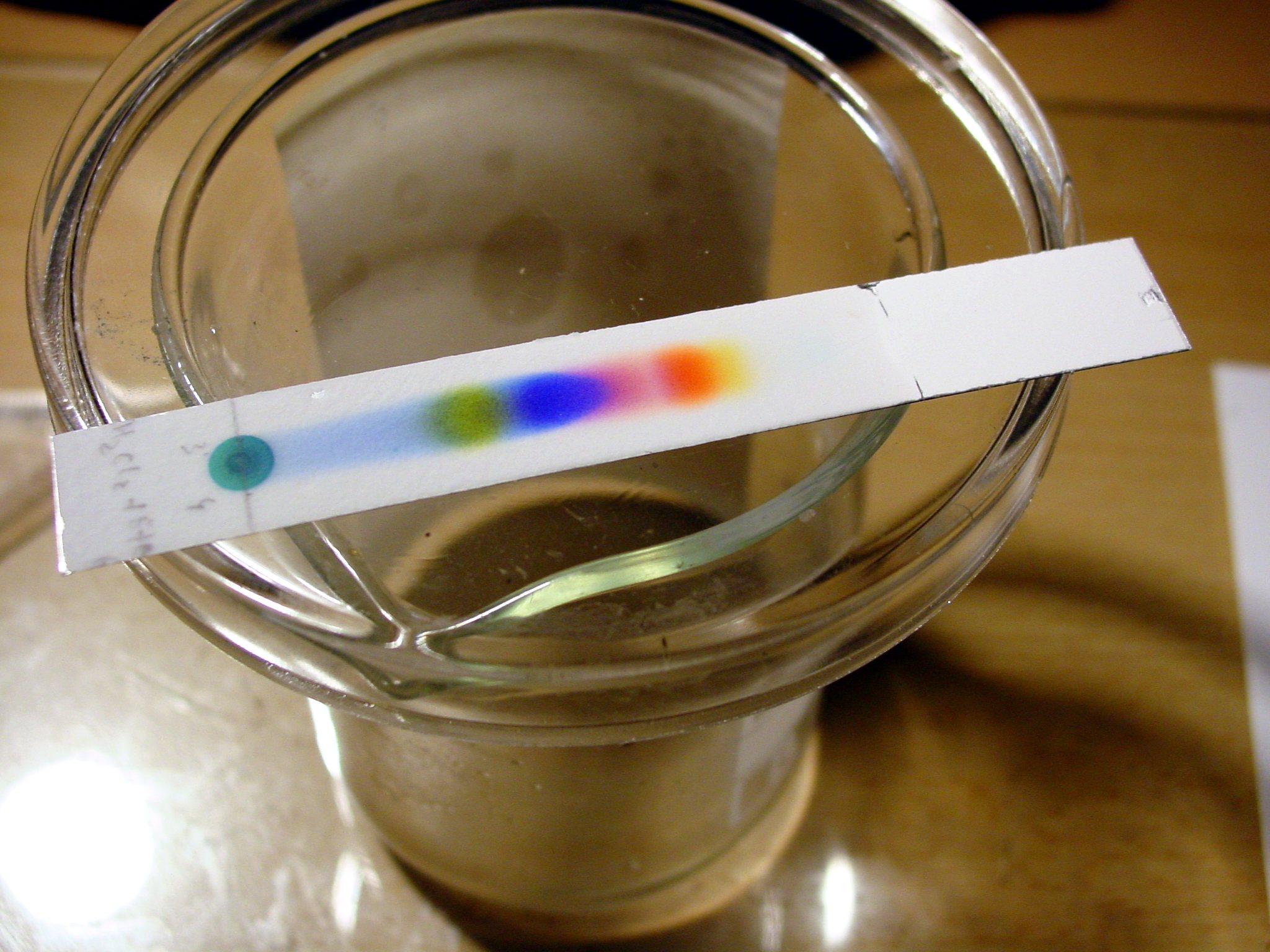
Тонкослойная хроматограмма чёрных чернил

Тонкослойная хроматография — хроматографический метод, в котором в качестве неподвижной фазы используется тонкий слой адсорбента. Метод основан на том, что разделяемые вещества по-разному распределяются между сорбирующим слоем и протекающим через него элюентом, вследствие чего расстояние, на которое эти вещества смещаются по слою за одно и то же время, различается.
Тонкослойная хроматография даёт большие возможности для качественного анализа и разделения веществ, поскольку и сорбент, и элюент могут варьироваться в широких пределах. Пластинки с различными сорбентами выпускаются промышленно, что делает возможным быстрое и рутинное использование метода. Разновидностью тонкослойной хроматографии является более надёжная и воспроизводимая высокопроизводительная тонкослойная хроматография, для которой используются специальные пластины и сложное оборудование.
Тонкослойная хроматография была открыта в 1889 году, получила существенное развитие в середине XX века и до настоящего времени широко используется в фундаментальной и прикладной науке, а также фармацевтической, медицинской и пищевой сферах.

## История
Предпосылкой к созданию метода стало использование бумажной хроматографии Кристианом Фридрихом Шёнбейном в 1861 году. Этот метод получил развитие в работах Гоппельсредера, ученика Шёнбейна, в 80-х годах XIX века. Методика в то время носила название капиллярного анализа. Работа фактически была забыта, а в 1944 году хроматография на целлюлозе была переоткрыта Консденом и др. Впервые метод тонкослойной хроматографии почти в том виде, в котором он известен сейчас, был применён голландским биологом Мартином Бейеринком в 1889 году. Изучая диффузию серной и соляной кислот в желатине, Бейеринк обнаружил, что соляная кислота перемещалась быстрее, чем серная. В своих экспериментах он детектировал зону соляной кислоты, добавляя на слой раствор хлорида серебра, а зону серной кислоты — раствор хлорида бария. В 1898 году Вийсмен применил подобный метод для определения ферментов в диастазе солода и впервые употребил флуоресцентную детекцию; чувствительность метода на то время позволила определить присутствие вещества в количестве 40 пг. Несмотря на это, и колоночная хроматография, разработанная М. С. Цветом в начале XX века, и тонкослойная хроматография фактически не использовались до 30-х годов.
В 1938 году Измайлов и Шрайбер сообщили о проведении круговой хроматографии на слое оксида алюминия, нанесённом на стеклянную пластинку. При этом слои разделяемых веществ приобретали вид концентрических кругов. Исследователи продемонстрировали, что метод можно применять для испытания сорбентов и элюентов для колоночной хроматографии.
Существенные успехи в разработке метода ТСХ были достигнуты Ю. Кирхнером и сотрудниками, которые в 1945—1954 годах работали над выделением пахучих веществ из цитрусовых хроматографическими методами. Убедившись в неприменимости бумажной хроматографии для их целей, они разработали метод, сочетающий преимущества бумажной и колоночной хроматографии, однако он не привлекал особого внимания до тех пор, пока не был разрекламирован фирмами Desaga и Merck.
До середины 50-х годов XX века для описания метода использовали термины «хроматография на полосках», «хроматография на пластинках», «хроматография в тонких плёнках», «хроматография в открытой колонке», однако термин «тонкослойная хроматография», который был предложен Э. Шталем в 1956 году оказался настолько удачным, что вытеснил все остальные. Примерно в это же время авторитетный журнал Chemical Abstracts выделил публикации по этой теме отдельным индексом, признав его самостоятельным методом аналитической химии.

## Неподвижная фаза
Пластинки с нанесённым адсорбционным слоем появились в продаже в 1961 году и сейчас практически вытеснили из употребления самодельные. На подложку, обычно изготовленную из стекла, пластика или алюминия, наносят сорбенты с размером частиц 10—20 мкм. Толщина слоя составляет от 100—250 мкм (для аналитических пластинок) до 2 мм (для препаративных пластинок). Стандартный формат пластинок — 20×20 см, но существуют также форматы 10×20, 5×20 и 2,5×5 см. Пластинку необходимого размера можно вырезать самостоятельно. Выпускаются также пластинки с каналами, облегчающими нанесение образцов и препятствующие их смешиванию. Пластинки с преадсорбционным слоем производят из материала с более низкой адсорбирующей способностью (целлюлоза, кизельгур). Такие слои служат для очистки образца, а также для формирования узкой полосы перед достижением образцом разделяющего слоя.
Пластинки для высокопроизводительной ТСХ были предложены в 1975 году и также имеют размеры 10×20 и 10×10 см при толщине адсорбционного слоя в 200 мкм. Такие пластинки обладают повышенной разрешающей способностью, более низким пределом обнаружения, требуют меньше растворителя для элюирования. В 1995 году появились улучшенные высокопроизводительные пластинки со сферическими частицами. В 2001 году на рынке были предложены пластинки с монолитным слоем, которые нашли применение лишь в научных исследованиях.
В качестве адсорбентов исторически применялись несколько материалов: оксид алюминия (кислый, нейтральный и основный), кизельгур (очищенная диатомитовая земля), полиамиды, катионообменные смолы. Эти материалы и сегодня упоминаются в учебниках и научных статьях, однако они утратили своё значение, и их производство, в основном, остановлено.
Для упрочнения пластин может использоваться связывающее вещество. Ранее для этих целей, например, в пластинках с силикагелем G, широко использовался гипс в количестве 13 массовых процентов. В современных имеющихся в продаже пластинках используются органические связывающие вещества (например, метакрилаты). В литературе описано также применение крахмала и карбоксиметилцеллюлозы. Фактически, связывающее вещество является компонентом неподвижной фазы, поэтому использование различных связывающих веществ может привести к различным результатам хроматографии.
Чтобы сделать определение положений зон веществ более удобным, в адсорбционный слой могут вводить флуоресцентный индикатор. При облучении такого слоя ультрафиолетовым излучением с длиной волны 254 нм он даёт зелёное (F254) или бледно-голубое (F254 s) свечение. При этом зона вещества, поглощающего ультрафиолет, выглядит на фоне флуоресцирующего слоя тёмной.

### Силикагель
Одним из самых важных материалов для неподвижных фаз является силикагель, он используется в более чем 90 % пластин для тонкослойной хроматографии. Силикагель получают путём осаждения кислотой из растворов силикатов или гидролизом производных кремния. Диаметр получаемых частиц зависит от условий, например, изменение pH позволяет получать силикагель с площадью поверхности от 200 до 800 м²/г. С химической точки зрения, поверхность силикагеля содержит силоксановые (Si–O–Si) и силанольные группы (Si–O–H). Силанольные группы могут быть свободными, вицинальными или геминальными. Они также могут взаимодействовать друг с другом за счёт образования водородных связей.
Таким образом, силикагель характеризуется множеством варьируемых параметров, контроль которых может быть разным у различных производителей. Тем не менее, разработаны методы, позволяющие получать силикагель сферической формы с заданным размером пор. Многие марки имеют размер пор 60 Å и обозначаются как «силикагель 60».
Силикагель имеет весьма высокое сродство к воде и быстро устанавливает с ней равновесие, поэтому результат, получаемый при проведении ТСХ, может в некоторой мере зависеть от влажности в помещении.

### Оксид алюминия
Оксид алюминия является полярным неорганическим гидрофильным сорбентом. Его получают, термически удаляя воду из гидратированного гидроксида алюминия. Оксид алюминия для хроматографии обычно нагревают до невысокой температуры, получая материал с удельной поверхностью 50—250 м²/г. Сорбированная вода удаляется при температуре 250 °С.

### Модифицированные неподвижные фазы
Силикагель может быть модифицирован тремя типами реакций: этерификацией, взаимодействием с хлорсиланом, содержащим необходимый органический заместитель, или хлорированием с последующей обработкой литийорганическим соединением. Такая модификация приводит к образованию неподвижных фаз с особенными свойствами, которые зависят от природы заместителей и способа их присоединения к силикагелю.
Наиболее распространены обращённые фазы (англ. reversed phases, RP), в которых вводимым в силикагель заместителем является алкильная цепь длиной от 2 до 18 атомов углерода. Фазы С2 вытеснили методики импрегнирования силикагеля парафином или силиконовым маслом для последующего использования в обращённо-фазовой хроматографии. Полноценные обращённые фазы содержат цепи С8 или С18. Гидрофильные фазы содержат на поверхности аминогруппы, диольные группы, нитрильные группы и могут быть использованы как в обращённо-фазовой, так и нормально-фазовой хроматографии. В нормально-фазовом режиме они обладают меньшей удерживающей способностью и нечувствительны к влажности. Такие фазы часто обладают особой селективностью за счёт основности аминогрупп или кислотности гидроксильных групп, что позволяет изменять порядок выхода компонентов анализируемой смеси.

### Целлюлоза
Первой формой использования целлюлозы в тонкослойной хроматографии была бумажная хроматография. Доступные пластинки для ТСХ и высокопроизводительной ТСХ позволяют разделять смеси полярных веществ, при этом в качестве элюента используются, по крайней мере, тройные смеси из воды, несмешивающегося с ней органического растворителя и водорастворимого растворителя, способствующего образованию одной фазы.
| Сокращение      | Значение                                          |
| --------------- | ------------------------------------------------- |
| CHIR            | Хиральный слой для разделения энантиомеров        |
| CN              | Гидрофильный слой с цианогруппами                 |
| DIOL            | Гидрофильный слой с диольной модификацией         |
| F               | Содержит флуоресцентный индикатор                 |
| F254+366        | Длины волн возбуждения флуоресцентного индикатора |
| F254s           | Кислотоустойчивый флуоресцентный индикатор        |
| G               | Гипс                                              |
| H               | Не содержит модификаций                           |
| NH2             | Гидрофильный слой с аминогруппами                 |
| P               | Для препаративной работы                          |
| R               | Специально очищенный                              |
| RP              | Обращённая фаза                                   |
| RP-8, RP-18     | Обращённая фаза с 8- или 18-углеродным фрагментом |
| Silanized, RP-2 | Обращённая фаза с диметилсилильной модификацией   |
| W               | Смачиваемый слой                                  |
| 40, 60,...      | Средний размер пор в ангстремах                   |

## Подвижная фаза
Подвижная фаза отвечает за перемещение образца по хроматографической системе, и её правильный выбор важен для получения оптимальных результатов. В качестве подвижной фазы ТСХ позволяет использовать как индивидуальный растворитель, так и сложные смеси. При проведении хроматографии на силикагеле обычно используют смеси органических растворителей. В обращённо-фазовой хроматографии применяют смесь воды с органическим растворителем. В обоих случаях подвижная фаза может быть охарактеризована двумя параметрами: силой растворителя, определяющей степень подвижности компонентов образца по сорбенту, и селективностью, влияющей на порядок зон веществ. Минимальным требованием к подвижной фазе является по крайней мере частичная растворимость в ней образца.

### Сила растворителя
Сила растворителя — это параметр, определяющий способность подвижной фазы перемещать вещества по сорбенту. Так, слабый растворитель не способен сдвинуть зону вещества с точки нанесения, а сильный, напротив, смещает зону вещества практически с линией фронта. Подходящий элюент сдвигает вещество примерно на 1/3 от общего расстояния, преодолённого элюентом. В случае силикагеля более сильными являются полярные растворители, а более слабыми — неполярные (эта зависимость отличается для различных сорбентов).
Количественное описание силы растворителя даётся параметром E°, который может быть определён как адсорбционная энергия растворителя на единицу стандартного сорбента. На практике расстояние, проходимое веществом, не может быть рассчитано на основе данного параметра, однако возможна относительная оценка: при большем значении E° для элюента вещество проходит больший путь, и наоборот. Для обращённых фаз ситуация противоположная. Расстояние миграции зоны вещества связано также с его полярностью: более полярные вещества сильнее взаимодействуют с силикагелем и движутся медленнее, в то время как неполярные проявляют более слабое взаимодействия и мигрируют дальше.
Подходящий элюент определяют экспериментально. Например, образец может быть отхроматографирован в этилацетате. Если сила этилацетата слишком высока, необходимо перейти к менее полярному растворителю или использовать смесь этилацетата с менее полярным растворителем (например, гексаном). Если же сила растворителя слишком низка, то можно провести эксперимент с более полярным растворителем или повысить силу этилацетата добавлением метанола.
| Растворитель   | E°, Al2O3 | Растворитель         | E°, Al2O3 | Растворитель       | E°, Al2O3 | Растворитель      | E°, Al2O3 | Растворитель     | E°, Al2O3     |
| -------------- | --------- | -------------------- | --------- | ------------------ | --------- | ----------------- | --------- | ---------------- | ------------- |
| Фторалканы     | -0,25     | Бутилхлорид          | 0,26      | Диэтилсульфид      | 0,38      | Этилацетат        | 0,58      | Этанол           | 0,88          |
| н-Пентан       | 0,00      | Ксилол               | 0,26      | Хлороформ          | 0,40      | Метилацетат       | 0,60      | Метанол          | 0,95          |
| Гексан         | 0,00      | Диизопропиловый эфир | 0,28      | Дихлорметан        | 0,42      | Амиловый спирт    | 0,61      | Этиленгликоль    | 1,11          |
| Изооктан       | 0,01      | 2-Хлорпропан         | 0,29      | Метилизобутилкетон | 0,43      | Диметилсульфоксид | 0,62      | Уксусная кислота | большой       |
| Циклогексан    | 0,04      | Толуол               | 0,29      | Тетрагидрофуран    | 0,45      | Анилин            | 0,62      | Вода             | большой       |
| Циклопентан    | 0,05      | 1-Хлорпропан         | 0,30      | Дихлорэтан         | 0,49      | Диэтиламин        | 0,63      | Соли и буферы    | очень большой |
| Диизобутилен   | 0,06      | Хлорбензол           | 0,30      | Метилэтилкетон     | 0,51      | Нитрометан        | 0,64      |                  |               |
| Пентен-1       | 0,08      | Бензол               | 0,32      | 1-Нитропропан      | 0,53      | Ацетонитрил       | 0,65      |                  |               |
| Сероуглерод    | 0,15      | Бромэтан             | 0,37      | Ацетон             | 0,56      | Пиридин           | 0,71      |                  |               |
| Тетрахлорметан | 0,18      | Диэтиловый эфир      | 0,38      | Диоксан            | 0,56      | Пропиловые спирты | 0,82      |                  |               |

### Качество растворителей
В тонкослойной хроматографии существенную роль может играть качество используемых растворителей. Рекомендуется применять растворители по крайней мере аналитической чистоты, поскольку содержащиеся в элюенте примеси могут взаимодействовать с сорбентом или растворённым веществом. Некоторые растворители при хранении подвергаются автоокислению. Растворители при хранении в металлических ёмкостях могут разлагаться или вступать в иные реакции. Значительно влияет на воспроизводимость содержащаяся в растворителе вода, количество которой может меняться со временем, что приводит к изменению силы элюента. Например, кроме иных примесей, хлороформ часто содержит в качестве стабилизатора этанол, даже малые количества которого могут значительно повлиять на результат хроматографии.

## Проведение эксперимента

### Приготовление образца
Для правильного приготовления образца необходимо выбрать репрезентативную порцию материала. Обычно для этого необходимо полностью растворить его в подходящем растворителе. Иногда растворить весь образец не удаётся: в этом случае необходимо убедиться, что растворены по крайней мере необходимые вещества. Наличие в веществе большого количества примесей или матрицы может ухудшить результаты анализа или разделения, поэтому предварительно может применяться этап очистки образца методами экстракции. Этот шаг реализуется при использовании пластинок с преадсорбционным слоем, который задерживает полярные компоненты матрицы.
По сравнению с колоночной, тонкослойная хроматография менее чувствительна к примесям, поскольку колонки необходимо отмывать перед нанесением новых образцов, а пластинки для ТСХ используются только один раз.

### Подготовка пластинок
Иногда перед постановкой ТСХ пластинки подвергают дополнительным этапам подготовки.
- Предварительная отмывка пластинок служит для их очистки от сорбированных примесей и проводится обычно погружением в метанол либо элюированием пустой пластинки в этом элюенте (в последнем случае эффективность отмывки выше).
- Активация предназначена для удаления связанной воды со слоя сорбента. Она проводится путём нагревания пластинок в течение 30 минут при 120 °C (для пластинок с силикагелем). Более сильное и продолжительное нагревание может привести к удалению химически связанной воды и необратимому изменению свойств хроматографического слоя. По сравнению с неактивированными пластинками, активированные пластинки обладают бо́льшими удерживающими свойствами, подвижность веществ на них замедляется.
- Прекондиционирование представляет собой помещение активированной или неактивированной пластинки в атмосферу заданной влажности или газового состава для того, чтобы хроматографический слой сорбировал то или иное количество воды или другого компонента атмосферы (например, паров элюента). Этот процесс неконтролируемо происходит в сосуде для элюирования, содержащем необходимый растворитель, однако существуют приёмы, позволяющие проводить направленную сорбцию на пластинке. Для этого, например, используются насыщенные растворы некоторых солей, атмосфера над которыми имеет определённую влажность.
- Наконец, полезным может оказаться импрегнирование пластинок органическими или неорганическими веществами для изменения сорбционных свойств слоя. Оно проводится погружением, опрыскиванием или предварительным элюированием импрегнирующим раствором. Типичным примером использования импрегнированного силикагеля в тонкослойной хроматографии может служить анализ ненасыщенных органических веществ на силикагеле, содержащем ионы серебра.

### Нанесение образца
Нанесение образца на пластинку существенно влияет на качество получаемого результата. Так, разделение компонентов смеси зависит от размеров нанесённой зоны в направлении проведения хроматографии, а сравнивать образцы по их подвижности можно лишь при позиционно точном нанесении зон на пластинку. При проведении количественного анализа необходимо наносить точно измеренные объёмы растворов веществ.
Существует два способа нанесения образца: ручной и автоматический. В случае ручного нанесения на пластинке карандашом отмечают точки, лежащие на отрезке, параллельном нижнему краю пластинки, и отстоящем от него на такое расстояние, чтобы точки не погружались в элюент. Число точек должно быть равно числу анализируемых образцов. Затем на отмеченные точки при помощи микрокапилляров наносят раствор анализируемого образца, объём которого обычно ограничен 5 мкл в случае ТСХ и 1 мкл в случае высокопроизводительной ТСХ. Большие объёмы растворов наносят несколькими касаниями, высушивая между ними пластинку от растворителя. При этом растворитель, в котором находится образец, должен иметь как можно меньшую полярность, поскольку при нанесении происходит круговая хроматография, которая может приводить к распространению и разделению компонентов образца.
Автоматические и полуавтоматические системы для нанесения образцов используют принцип спрея. Раствор набирается в иглу шприца, игла затем точно позиционируется над поверхностью пластинки, и поршень выдавливает заданный объём раствора. Растворитель удаляется путём обдувания сжатым воздухом или азотом. Технология позволяет создавать узкие зоны веществ, что способствует максимальному разрешению. Нанесение веществ возможно также в виде точек либо прямоугольных зон, а наносимые объёмы могут варьироваться от нескольких нанолитров для высокопроизводительной ТСХ до сотен микролитров для препаративной ТСХ. В последнем случае техника позволяет создать однородную вытянутую зону вдоль всей пластинки.

### Элюирование
После нанесения раствора исследуемой смеси веществ пластинка помещается в сосуд, в котором на дне налит слой элюента. При погружении нижнего края пластины в жидкость элюент под действием капиллярных сил начинает подниматься вверх по хроматографическому слою. Чтобы избежать испарения летучего элюента с поверхности пластинки в процессе хроматографирования, сосуд герметизируют. После того, как линия фронта достигнет достаточной для анализа высоты, пластинку извлекают и высушивают. Расстояние, проходимое линией фронта, принято отсчитывать от линии старта. Его выбирают достаточным для последующей идентификации разделённых веществ на поверхности пластинки. Разделение компонентов смеси улучшается с увеличением этого расстояния, но существует оптимальное значение, которое для обычных пластин составляет 12—15 см. Это обусловлено тем, что капиллярные силы действуют на линии фронта смачивания, и подвижная фаза по мере продвижения по хроматографическому слою испытывает всё меньшее воздействие капиллярных сил из-за уравновешивания их силой тяжести.
При проведении хроматографии для продвижения фронта на оптимальную длину требуется, в зависимости от вязкости элюента, от 45 до 150 минут. В высокопроизводительной ТСХ упаковка частиц хроматографического слоя плотнее, оптимальная дистанция составляет приблизительно 6 см, а элюирование занимает от 15 до 50 минут.

Элюирование в ТСХ. 1. Линия старта; 2. Зоны первого вещества разделяемой смеси; 3. Зоны второго вещества разделяемой смеси; 4. Линия фронта

Существуют различные способы элюирования образцов на пластинках. Наиболее распространён способ с вертикальной пластинкой и поднимающимся элюентом: он даёт приемлемые результаты для большинства целей. Существуют также сосуды, позволяющие направлять подвижную фазу горизонтально. Результаты в этом случае сравнимы со стандартными, но преимущество состоит в том, что подавать элюент можно одновременно в двух встречных направлениях, что позволяет удвоить число образцов (на высокопроизводительной пластине размером 20×10 см можно разделить одновременно 72 образца). Круговая и антикруговая хроматография, при которой движение элюента происходит от центра к периферии или наоборот, применяется весьма ограниченно, например, при подборе растворителя для хроматографии.
Многократное элюирование применяется, когда однократное не позволяет эффективно разделить компоненты смеси. При повторном элюировании в одной и той же системе растворителей оптимизация происходит за счёт концентрирования неправильно нанесённых зон веществ. Можно также предварительно провести элюирование в очень полярном растворителе в течение небольшого времени, что позволит сконцентрировать вещества на слое. Предварительное элюирование в неполярном растворителе позволяет удалить неполярную матрицу из объекта.
Двумерное элюирование содержит два последовательных элюирования в перпендикулярных направлениях. После первого элюирования пластинка извлекается, просушивается, и линия, на которой расположились разделённые компоненты, становится линией старта во втором элюировании. При этом можно пользоваться двумя элюентами различной силы, а также одним и тем же элюентом, что полезно для оценки устойчивости вещества в хроматографическом эксперименте.

### Визуализация

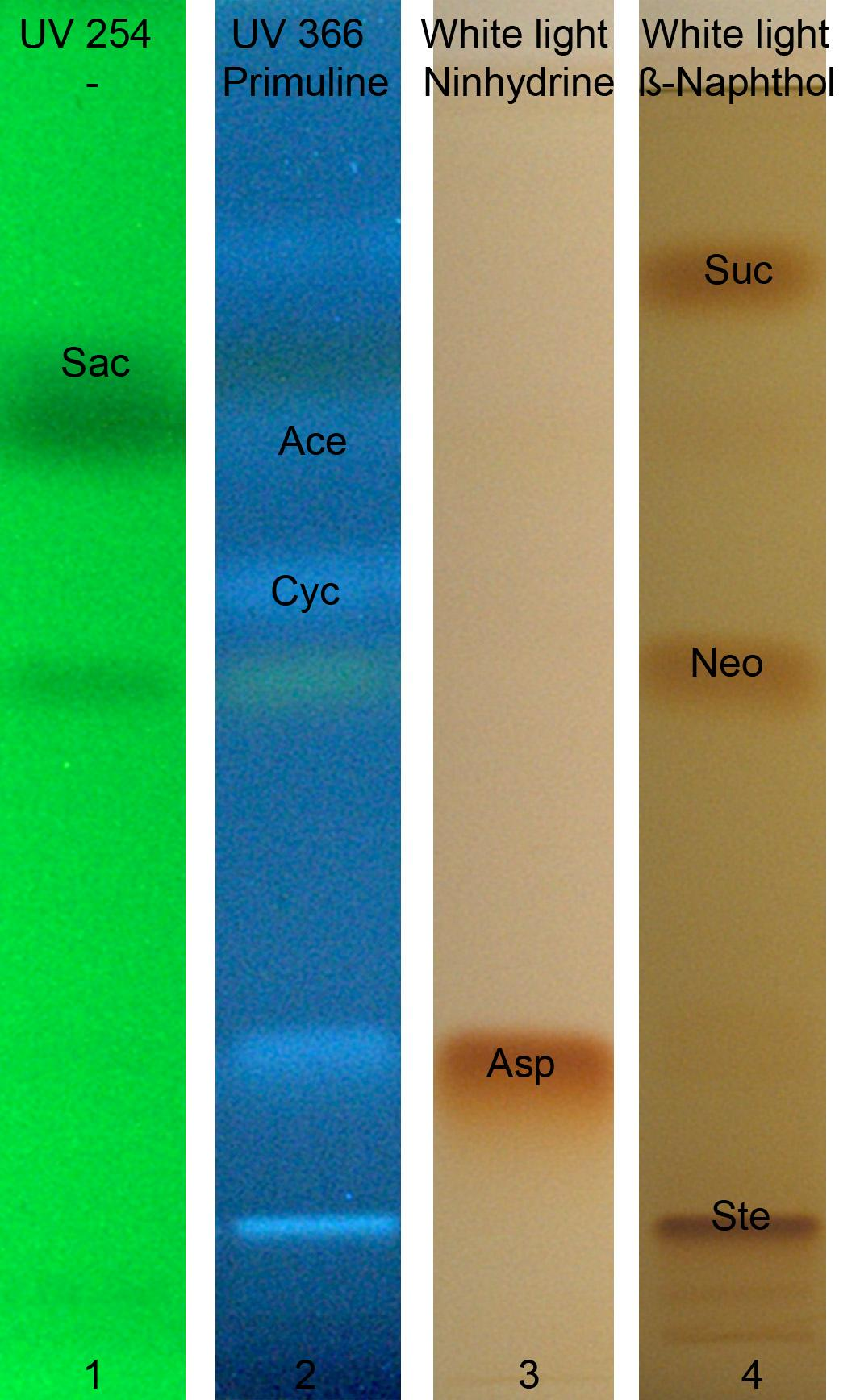
Визуализация в различных условиях: (1) УФ, 254 нм, (2) УФ, 366 нм, (3) нингидрин, (4), β-нафтол

После элюирования разделяемые вещества смеси оказываются расположенными на поверхности пластинки в определённых положениях. Для определения их положений на пластинке предложен ряд методов. Если вещество окрашено, то положение пятна определяют визуально невооруженным глазом, какая-либо дополнительная обработка реактивами или визуализация иными методами не требуется. Однако большинство органических соединений бесцветны. Если вещество поглощает в ультрафиолетовой области, то оно визуализируется на пластинке с флуоресцентным индикатором F254 под ультрафиолетовым излучением (пятна таких веществ на пластинке выглядят либо тёмными, либо флуоресцирующими).
Широко применяются более или менее селективные химические методы визуализации, в которых реагент или раствор, который используется для визуализации, называют проявителем. Например, простейший метод заключается в обработке парами иода, при этом сорбированные вещества становятся тёмно-коричневыми, а фон остаётся светлым. Универсальные методы основаны на применении растворов различных кислот или окислителей, при нагревании с которыми вещества определённых классов образуют коричневые или чёрные пятна. Селективные реагенты, например, нингидрин, позволяют визуализировать соединения конкретного класса — амины и аминокислоты.
Другим проявителем для обнаружения аминов и алкалоидов служит реактив Драгендорфа.
Хроматографические тонкослойные пластинки также могут быть использованы в биологических тестах для выявления веществ с биологической активностью к микроорганизмам методом посева культур микроорганизмов в питательной среде на пластины.

### Оценка результатов
Визуальное сравнение подвижности и характера визуализации (цвета, флуоресценции) образца и неких стандартов даёт информацию о природе анализируемого вещества, а интенсивность зоны характеризует его количество. Вещества могут также быть смыты с хроматографического слоя для дальнейшего анализа другими методами. Количественная оценка в высокопроизводительной ТСХ проводится по цифровым изображениям после проведения эксперимента согласно стандартизированным методикам. Сканирующая денситометрия даёт информацию о спектральных свойствах веществ на пластинке. Для повышения точности анализа применяется сравнение спектров с записями баз данных, а также масс-спектрометрия разделённых веществ. Количественная оценка также проводится при помощи сканирующего денситометра.

## Теория тонкослойной хроматографии

### Поток растворителя
Поток подвижной фазы через слой в тонкослойной хроматографии вызван действием капиллярных сил. Движение фронта жидкости можно описать квадратичной зависимостью:
{\displaystyle z_{f}^{2}=\varkappa t,}

где zf — расстояние от линии погружения до линии фронта, t — время элюирования, а ϰ — постоянная потока, или коэффициент скорости. Эта зависимость была установлена в 1856 г. инженером Анри Дарси, который исследовал скорость проникновения почвенных вод через пористую поверхность. Уравнение показывает, что скорость миграции фронта гиперболически убывает с увеличением пути миграции. Так, например, при заданном значении ϰ = 3,3 см²/с миграция фронта на 10 см занимает 30 минут, а на 15 см — 68 минут. Постоянная потока ϰ определяется диаметром частиц сорбента, а также отношением поверхностного натяжения элюента к его вязкости. Сорбированная на слое вода часто связывается со слоем более сильно, чем компоненты элюента. В таком случае попавшая в слой вода снижает пористость слоя и увеличивает скорость прохождения элюента. Если сила элюента и воды сопоставима, то элюент вытесняет воду из слоя.

### Изотерма сорбции

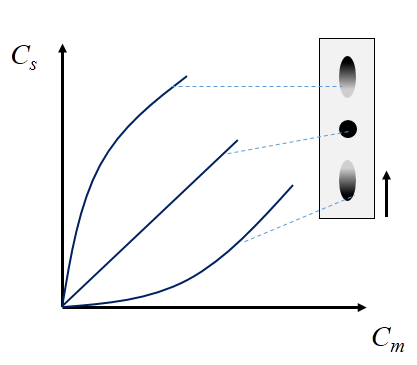
Искривление изотермы сорбции и уширение хроматографических зон

Любой хроматографический процесс основан на перераспределении вещества между подвижной и неподвижной фазами. Это равновесие связано с температурой, причём при её повышении доля вещества в подвижной фазе обычно увеличивается. Для численного описания равновесия вводятся коэффициенты перераспределения:
{\displaystyle K={\frac {C_{s}}{C_{m}}},}

где Сs и Сm — концентрации вещества в сорбирующей и несорбирующей фазах, соответственно. Коэффициент перераспределения определяет угол наклона изотермы сорбции — линейного графика зависимости между Сs и Сm при постоянной температуре. Интерес представляет случай искривлённой изотермы сорбции: в этом случае наклон кривой зависит от концентрации, и пятна на хроматограмме размываются. Для вогнутой изотермы сорбции (где K снижается при увеличении концентрации вещества) у пятна образуется «хвост». При выпуклой изотерме сорбции наблюдается противоположная ситуация: размывается передняя часть пятна.

Подобные эффекты объясняются кинетическими процессами (т. н. сопротивлением массопередаче) или нелинейным характером изотермы сорбции («перегрузкой»). В сложных смесях компоненты могут влиять друг на друга и создавать условия взаимной перегрузки. В этом случае К снижается.

Как правило, в аналитических приложениях нелинейность изотерм сорбции нежелательна, поскольку она приводит к размытию зон и изменению подвижностей пятен. Спрямление изотерм может быть достигнуто путём дезактивации сорбента (например, при добавлении воды или при повышении элюирующей силы растворителя). В этом случае наиболее активные сорбционные центры занимаются дезактивирующими добавками, и сорбирующий слой становится более однородным.

### Положение зон на пластинке

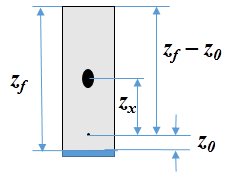
Параметры, определяющие положение зоны вещества

Обычным и самым простым параметром, описывающим положение зоны вещества на пластинке, является фактор удерживания:
{\displaystyle R_{f}={\frac {z_{x}}{z_{f}-z_{0}}},}

где zx — расстояние, пройденное зоной, а zf – z0 — расстояние от линии старта до фронта растворителя. Этот параметр легко измеряется, однако он не содержит информации об условиях хроматографического процесса. По этой причине предложены другие определения данного параметра Rf' как относительного времени пребывания вещества в подвижной фазе либо доли молекул сорбата в подвижной фазе и др.

Вычисляемое значение фактора удерживания всегда меньше единицы, поэтому для удобства введён параметр hRf, который всегда выражается целым числом и используется для количественного описания положения зоны на пластинке:
{\displaystyle hR_{f}=R_{f}\cdot 100.}

Как правило, расстояние, пройденное веществом, измеряют от точки старта до середины зоны вещества. Такой метод подходит для зон небольшого размера, однако в анализах чистоты фармацевтических препаратов, где загрузка вещества достигает 1000 мкг на точку, пятна часто уширяются настолько, что колебания значений hRf могут достигать 18 единиц. Кроме того, если рядом с такой точкой элюировать образец с гораздо более низкой концентрацией, то центр получившейся точки небольшого размера вряд ли точно совпадёт с центром уширенной зоны. Поэтому значение hRf иногда дают в виде интервала, охватывающего значения от нижней части зоны до её верхней части.

Принципиально иным параметром является значение Rst, вычисляемое как частное от деления пути, пройденного веществом, на путь, пройденный некоторым эталонным веществом. В настоящее время этот параметр практически утратил своё значение.
{\displaystyle R_{st}={\frac {z_{x}}{z_{st}}}}

### Параметры разделения

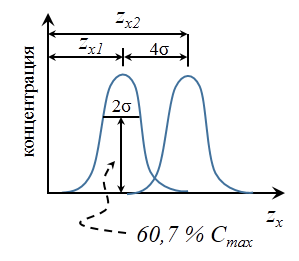
Пример хроматографического разделения на 4 σ

Чтобы чётко описать степень разделения двух веществ, в тонкослойной хроматографии вводится параметр разрешающей способности Rs, определяемой как частное от деления расстояния между центрами двух пятен zx2 — zx1 на ширину хроматографического пика:
{\displaystyle R_{s}={\frac {z_{x2}-z_{x1}}{2(\sigma _{2}+\sigma _{1})}}.}

Из уравнения видно, что чем выше расстояние между центрами пятен, тем разделение лучше, а чем шире пятна (соответственно, больше параметр σ — среднеквадратическое отклонение), тем вещества разделены хуже. При Rs = 0,5 расстояние между пятнами составляет σ1 + σ2 ≈ 2σ, то есть в данном случае происходит «разделение на 2σ» и перекрывается 20 % площади двух зон. При разделении на 4σ перекрывается лишь 3 % площади.

## Применение
Выделяют три основных области применения тонкослойной хроматографии.
1. Демонстрация основ хроматографии, быстрые предварительные эксперименты для оптимизации препаративных хроматографических разделений.
2. Исследовательские инструменты в фундаментальной и прикладной науке, используемые для изучения большого числа образцов; комбинация планарного разделения с биологической, спектроскопической и масс-спектрометрической детекцией (в качестве замены методу колоночной хроматографии).
3. Идентификация медицинских и пищевых растительных компонентов по валидированным методикам с повышенными требованиями к точности, воспроизводимости и чувствительности.

### Книги
- Гейсс Ф. Основы тонкослойной хроматографии (планарная хроматография) = Fundamentals of Thin Layer Chromatography (Planar Chromatography) / Пер. с англ. М. А. Кошевник и Б. Н. Лапина, под ред. В. Г. Берёзкина. — 1988. — Т. 1.
- Гейсс Ф. Основы тонкослойной хроматографии (планарная хроматография) = Fundamentals of Thin Layer Chromatography (Planar Chromatography) / Пер. с англ. М. А. Кошевник и Б. Н. Лапина, под ред. В. Г. Берёзкина. — 1988. — Т. 2.
- Кирхнер Ю. Тонкослойная хроматография / Пер. с англ. Д. Н. Соколова и М. И. Яновского, под ред. В. Г. Берёзкина. — М.: Мир, 1981. — Т. 1. — 616 с. — 5000 экз.
- Hahn-Deinstrop E. Applied Thin-Layer Chromatography. — 2nd Ed. — Wiley, 2007. — ISBN 978-3-527-31553-6.
- Reich E., Widmer V. Thin Layer Chromatography // Ullmann's Encyclopedia of Industrial Chemistry. — Wiley, 2012. — doi:10.1002/14356007.b05_301.pub2.

### Обзоры
- Cheng S.-C., Huang M.-Z., Shiea J. Thin layer chromatography/mass spectrometry (англ.) // Journal of Chromatography A. — 2011. — Vol. 1218, no. 19. — P. 2700—2711. — doi:10.1016/j.chroma.2011.01.077. — PMID 21334632.
- Del Bubba M., Checchini L., Lepri L. Thin-layer chromatography enantioseparations on chiral stationary phases: a review (англ.) // Analytical and Bioanalytical Chemistry. — 2013. — Vol. 405, no. 2—3. — P. 533—554. — doi:10.1007/s00216-012-6514-5. — PMID 23161065.
- Fuchs B., Süss R., Teuber K., Eibisch M., Schiller J. Lipid analysis by thin-layer chromatography — A review of the current state (англ.) // Journal of Chromatography A. — 2011. — Vol. 1218, no. 19. — P. 2754—2774. — doi:10.1016/j.chroma.2010.11.066. — PMID 21167493.
- Morlock G., Schwack W. Coupling of planar chromatography to mass spectrometry (англ.) // TrAC Trends in Analytical Chemistry. — 2010. — Vol. 29, no. 10. — P. 1157—1171. — doi:10.1016/j.trac.2010.07.010.
- Poole C. F. Planar chromatography at the turn of the century (англ.) // Journal of Chromatography A. — 1999. — Vol. 856, no. 1—2. — P. 399—427. — doi:10.1016/S0021-9673(99)00430-6. — PMID 10526797.
- Poole S. K., Poole C. F. High performance stationary phases for planar chromatography (англ.) // Journal of Chromatography A. — 2011. — Vol. 1218, no. 19. — P. 2648—2660. — doi:10.1016/j.chroma.2010.10.072.
- Rabel F., Sherma J. Stationary Phases for Modern Thin-Layer Chromatography (англ.) // LCGC North America. — 2012. — Vol. 30, no. 6. — P. 458—473.
- Renger B., Végh Z., Ferenczi-Fodor K. Validation of thin layer and high performance thin layer chromatographic methods (англ.) // Journal of Chromatography A. — 2011. — Vol. 1218, no. 19. — P. 2712—2721. — doi:10.1016/j.chroma.2011.01.059. — PMID 21329932.
- Sherma J. Review of advances in the thin layer chromatography of pesticides: 2010-2012 (англ.) // Journal of Environmental Science and Health, Part B: Pesticides, Food Contaminants, and Agricultural Wastes. — 2013. — Vol. 48, no. 6. — P. 417—430. — doi:10.1080/03601234.2012.761526. — PMID 23452207.